# Octocladiscus
Octocladiscus là một chi bọ cánh cứng trong họ Chrysomelidae.
Chi này được miêu tả khoa học năm 1856 bởi Thomson.

## Các loài
Chi này gồm các loài:
- Octocladiscus fasciatus (Guérin-Méneville, 1844)